# Edificio Itatiaia
El Edificio Itatiaia es un edificio proyectado por el arquitecto Oscar Niemeyer en el centro de la ciudad brasileña de Campinas. Construido entre 1953 y 1957, es un ejemplar típico de la arquitectura moderna de mediados del siglo XX. Se trata del primer edificio vertical de uso exclusivamente residencial en el Centro de Campinas hasta el inicio de la década de 1960 y es el único edificio en la ciudad que atiende a la mayoría de los principios modernistas postulados por el arquitecto franco-suizo Le Corbusier: a pesar de que las demás construcciones posteriores en ese estilo presenten un efecto plástico semejante, atendieron solo de forma incidental o parcial los elementos modernistas, siguiendo también los patrones tradicionales, fuera del lenguaje moderno.
La fachada frontal del edificio da hacia la calle Irmã Serafina, y la posterior —la parte ondulada— está orientada a la estrecha Calle Coronel Rodovalho. En abril de 2011, el Consejo de Defensa del Patrimonio Cultural de Campinas lo hizo un bien «tombado», considerándolo parte cultural y social del municipio, siendo el único proyecto del arquitecto concluido en la ciudad.

## Historia
La idea de la construcción del Edificio Itatiaia partió de los empresarios Ralpho Ribeiro y Ruy Hellmeister Novaes, que posteriormente sería alcalde de Campinas durante dos mandatos (1956-1959 y 1964-1969). En 1951, estos empresarios solicitaron un estudio sobre la construcción de un bloque de 15 pisos sobre pilotes. A ese proyecto inicial no se le pudo dar continuidad, pues el entonces arquitecto responsable, un francés conocido como Charles Victor, no poseía la licencia profesional.
Debido a eso, se elaboró un nuevo proyecto de la mano de Oscar Niemeyer. En 1952, Niemeyer contacta con el ingeniero Werner Müller para hacer los cálculos estructurales. El lanzamiento del proyecto se dio por la constructora Ribeiro Novaes y su presentación pública tuvo lugar el 23 de noviembre de 1952 por el periódico Correio Popular: «Orgullosamente, presentamos el primer proyecto de Oscar Niemeyer para una ciudad del interior paulista: Edificio Itatiaia, punto alto de la arquitectura campineira.» El proyecto fue protocolizado en el ayuntamiento de Campinas en 2 de diciembre de 1952, bajo la cédula de habitabilidad número 25 602, emitido en 11 de febrero de 1957.

## Características
Situado en la Rua Irmã Serafina, 919, ocupa una planta de 1 569,80 m² en formato trapezoidal, con el frente recto y la parte posterior ondulada, guardando semejanza en esta última con otro proyecto hecho por el arquitecto en esa época: el Edificio Copan, en São Paulo. En el total, son 11 153,42 m² de área construida, guardando 8 metros de espacio en el frontal (Calle Hermana Serafina) y 15 metros con la parte posterior (Calle Coronel Rodovalho). De esa forma, Oscar Niemeyer buscó equilibrar la de importancia las dos caras del edificio.
El Itatiaia, una única torre, posee 15 pisos y 60 apartamentos. Es un edificio con características propias y prácticamente únicas en la ciudad: plantas de 3 metros de altura, uso extensivo de brises a ambos lados del edificio, aunque inicialmente el proyecto inicial presentaba terrazas en cada apartamento, pero fue sustituido por una solución única en la fachada. El edificio posee cuatro apartamentos por piso, que conforme la posición tienen planta, superficie y características propias: dos apartamentos poseen tres dormitorios, con 163,16 m² y 128,9 m² y los otros dos apartamentos tienen dos dormitorios, con 107,02 m² y 89,65 m², respectivamente: todos con accesos sociales y de servicio independientes. Las fachadas, por su parte, presentan la misma solución: ventanas en tres alturas, tanto en las salas de estar, comedores, como en los cuartos de baño (solamente en los apartamentos de dos dormitorios: los otros poseen los cuartos de baño fuera de las fachadas principales), cuanto en los dormitorios (con la salvedad de uno de los tres dormitorios del apartamento mayor, cuya ventana es convencional y también se sitúa fuera de la fachada principal).
La estructura del Itatiaia también es única en Campinas: se usaron forjados no recuperables —con vigas superiores e inferiores y la presencia de un material inerte entre las dos, eliminando la presencia de vigas— en todos los quince pisos, haciendo que los forjados del primer piso actúen como una losa de transición, trasladando las cargas de los pisos superiores a los pilotes de la planta baja, solución típica de la arquitectura moderna.

## Concepción urbanística

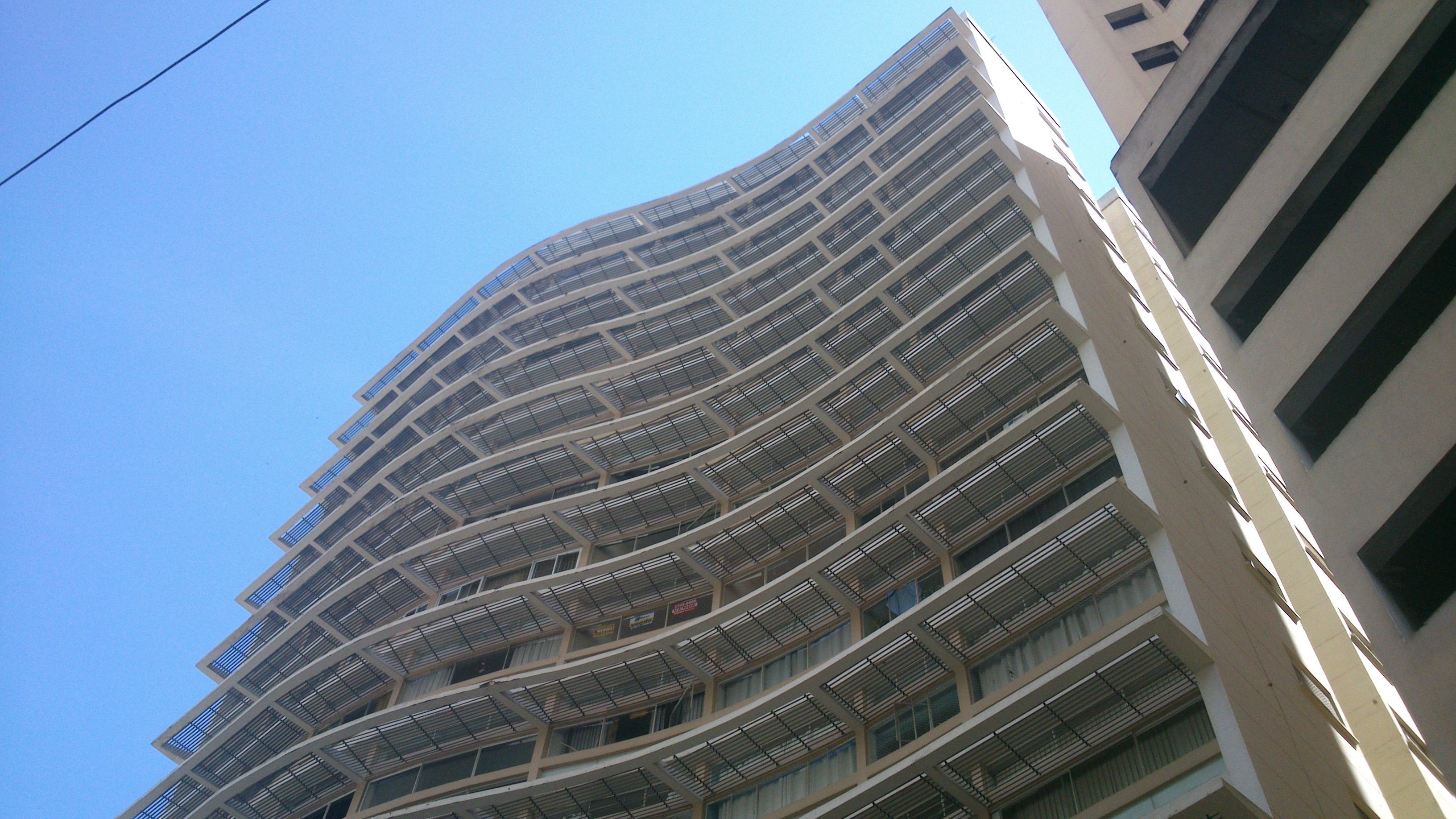
Fachada posterior del Edificio Itatiaia, vista desde la Rua Coronel Rodovalho.

Originalmente, el Edificio Itatiaia poseía una concepción urbanística que fue desconfigurada con el pasar del tiempo: no había muros o rejas en torno al edificio, el acceso era libre entre la Rua Irmã Serafina (parte delantera) y la Calle Coronel Rodovalho (parte trasera), integrando el espacio público al particular, a través del uso de pilotes en "V" en el piso planta baja. El aumento de la inseguridad urbana en las décadas siguientes a las de la construcción causó la retirada de esa característica típica de la arquitectura moderna y niemeyeriana, aún presente en otras obras modernas creadas con el mismo concepto en Brasil, tales como el Edificio Gustavo Capanema, en Río de Janeiro o los edificios de las supercuadras del Plan Piloto de Brasilia.
El Itatiaia también es uno de los pocos edificios en Campinas que buscó cumplir en su proyecto la mayoría de los Cinco puntos de la Nueva Arquitectura, preconizados por el arquitecto franco-suizo Le Corbusier en 1927: planta libre, una estructura independiente que permite la libre localización de las paredes, liberadas de la función estructural; una fachada libre, que transcurre de forma independiente a la estructura, haciendo que la fachada sea proyectada sin impedimentos; uso de pilotes, pilares que elevan el edificio, permitiendo la libre circulación bajo el mismo, y las ventanas en muro cortina, que posibilitadas por la fachada libre, permiten una relación sin impedimentos con el paisaje. El único punto preconizado por Le Corbusier que no hace su presencia en el Itatiaia es la terraza-jardín, que "recupera" el suelo ocupado por el edificio, "transfiriéndolo" al edificio: en el caso del Itatiaia, la solución fue tradicional: el edificio está cubierto por tejados.
La ondulación de la parte traseira fue ejecutada siguiendo en suma dos principios: la unión de la barroco al modernismo, muy presente en la obra niemeyeriana; y proteger los apartamentos contra los rayos solares vespertinos, formando una especie de parasol, juntamente con la utilización de los brises. Sin embargo, esta función dejó de ser completamente esencial, ya que la construcción posterior de más edificios alrededor redujeron su exposición directa al sol.

## Tombamento
El proceso de «tombamento» se inició en 2010, con el proceso 003/10, teniendo el edificio pasado a la condición de bien tombado en el nivel municipal por el CONDEPACC (Consejo de Defensa del Patrimonio Cultural de Campinas) a través de la Resolución 117, de 28 de abril de 2011. En la estructura, el tombamento afecta a las fachadas (revestimiento externo, esquadrias metálicas y vidrios), a los brises y a los pilotes; y en la planta baja, al recubrimiento y las ventanas de la recepción, a las luminarias, a los pisos, los revestimientos, metales y estucados originales, además de las puertas y de los tiradores metálicos de los ascensores. El bien tombado consiste en el inmueble en sí y el área de alrededor delimitada por el lote.

## Etimología y contexto
"Itatiaia" es un término tupi que significa "piedra puntiaguda", a través de la unión de los términos itá ("piedra") y atîaîa ("puntiaguda"). En el contexto de la década de 1950 era común dar nombres nativos a los edificios, algo que estaba en consonancia con el espíritu nacionalista de la época.

## Galería

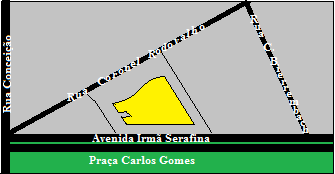
Implantación del Edificio Itatiaia en la manzana. Dibujo meramente ilustrativo, fuera de escala.
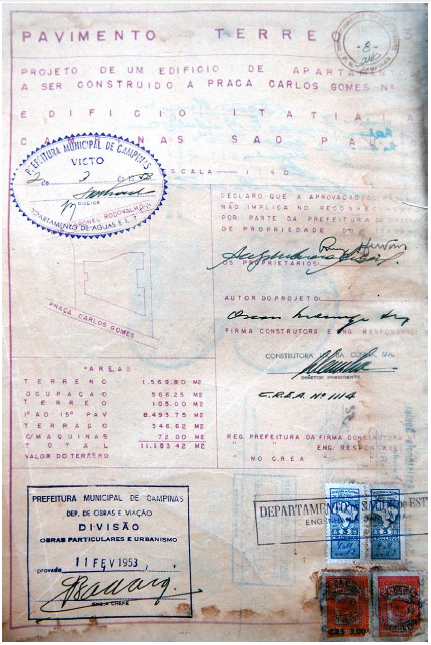
Proyecto del pavimento planta baja del Edificio Itatiaia con firma del arquitecto y aprobación del ayuntamiento municipal.
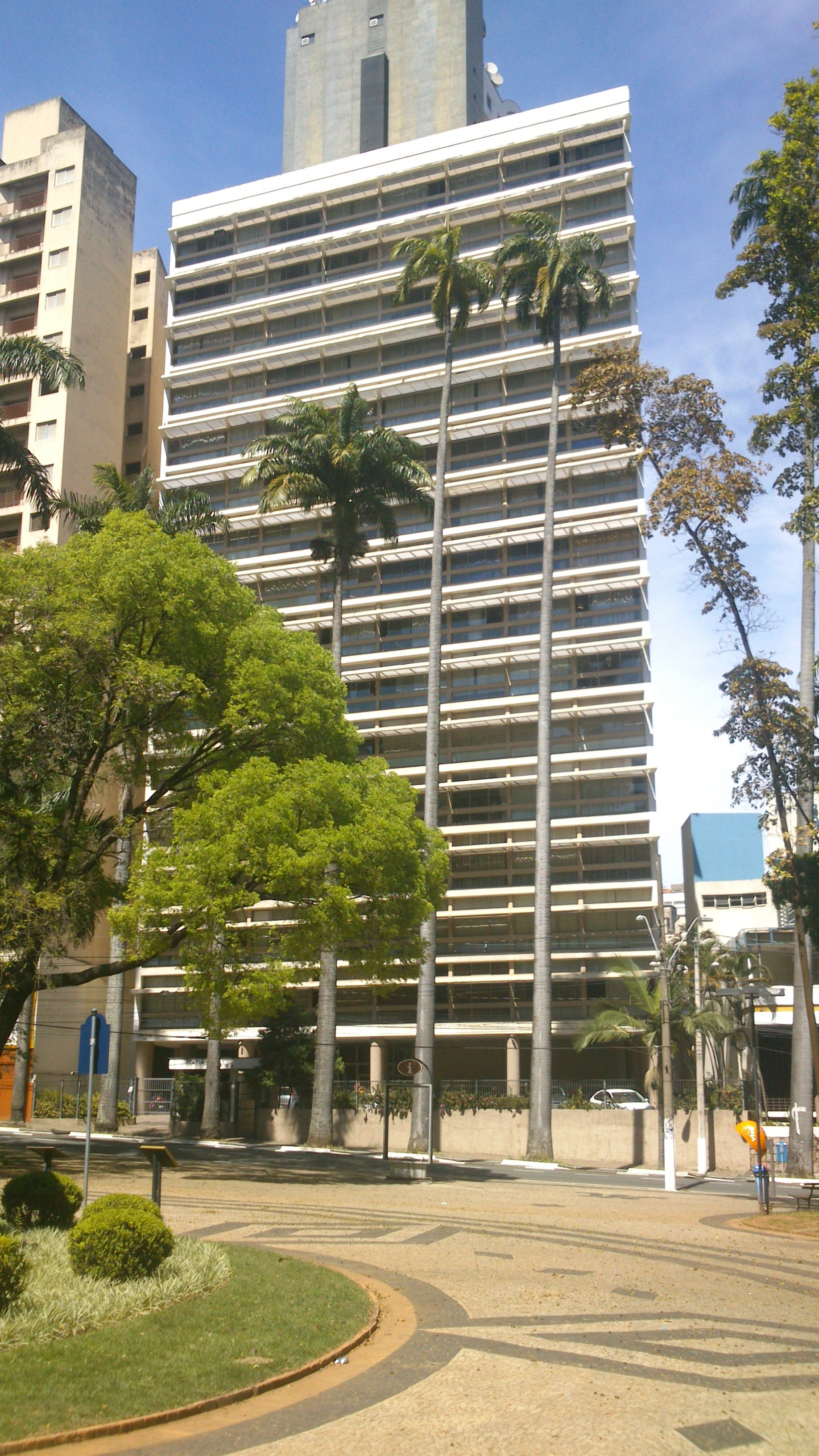
Fachada frontal, vista a partir de la Plaza Carlos Gomes.
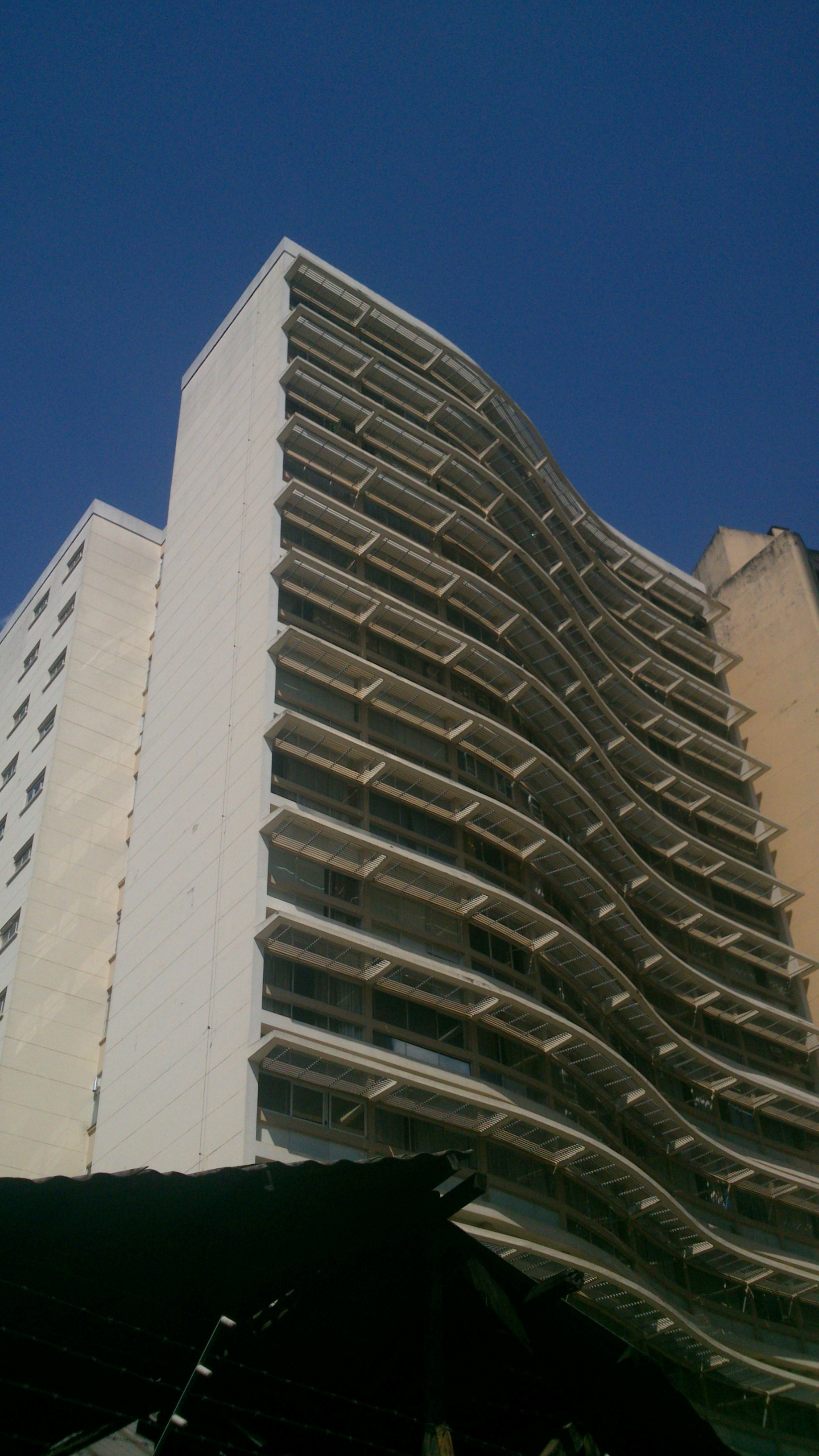
Fachada posterior, vista a partir de la Calle Coronel Rodovalho.
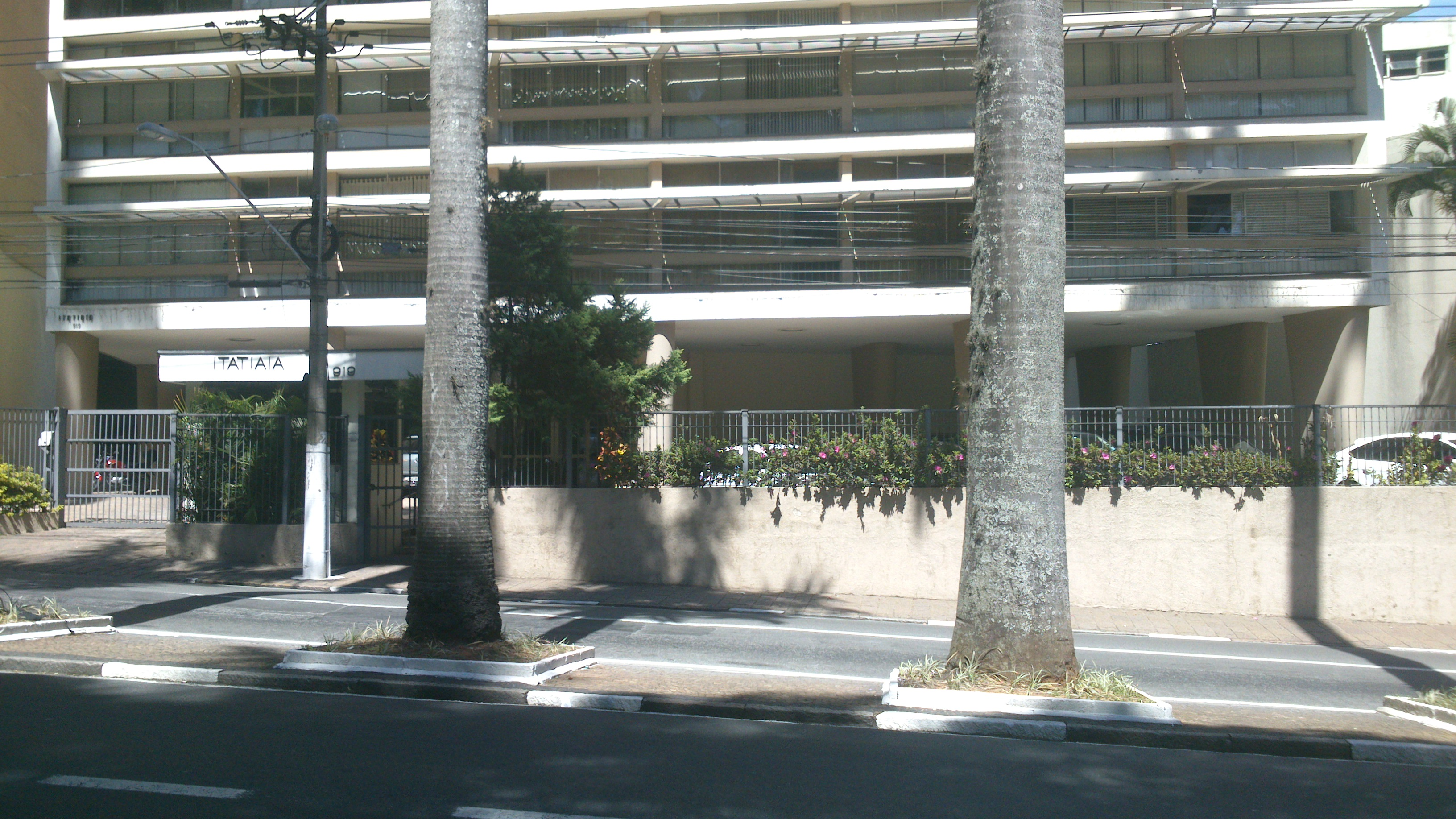
Entrada del edificio.
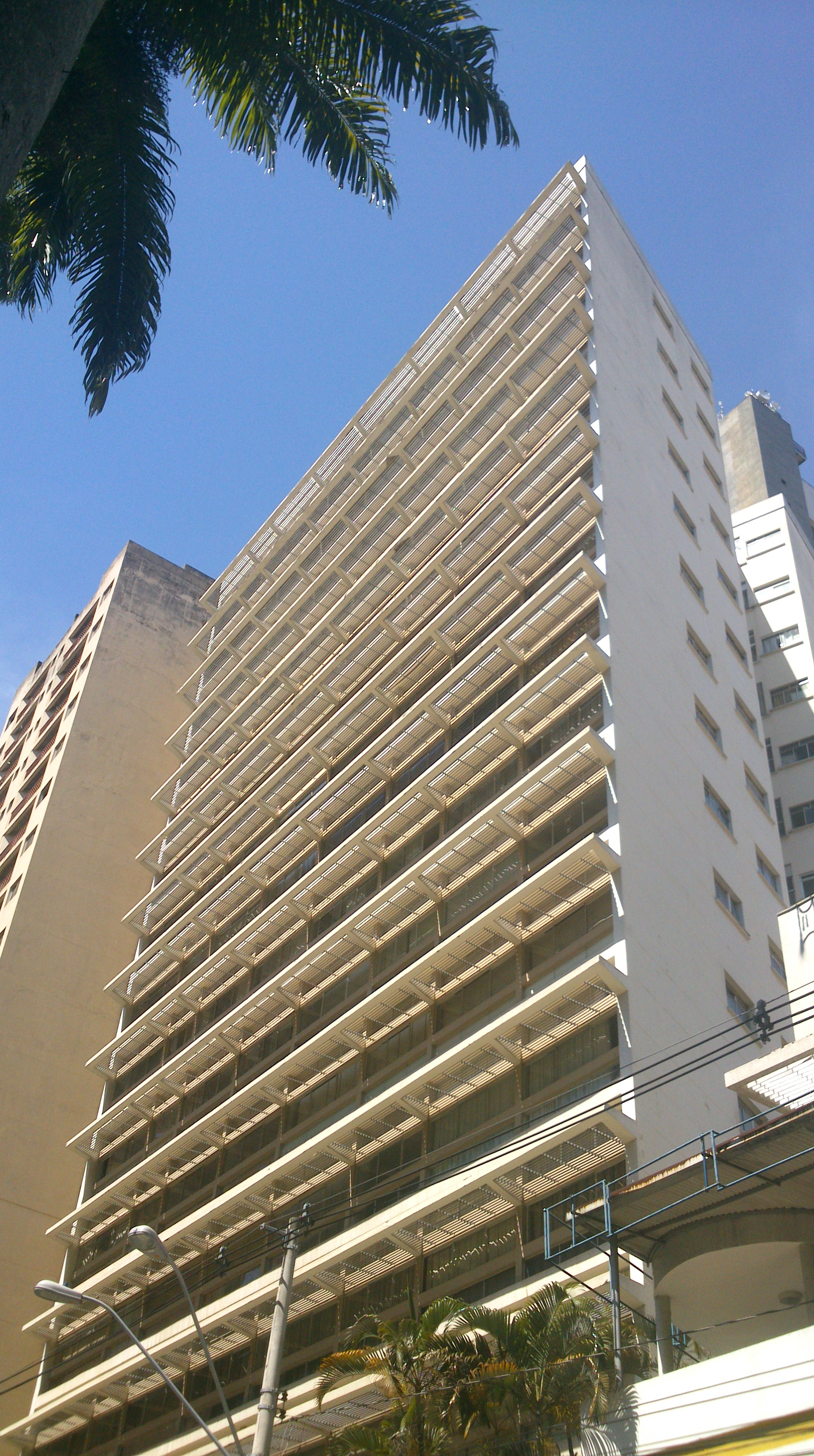
Vista del frente y de la lateral, a partir de la Calle Hermana Serafina.
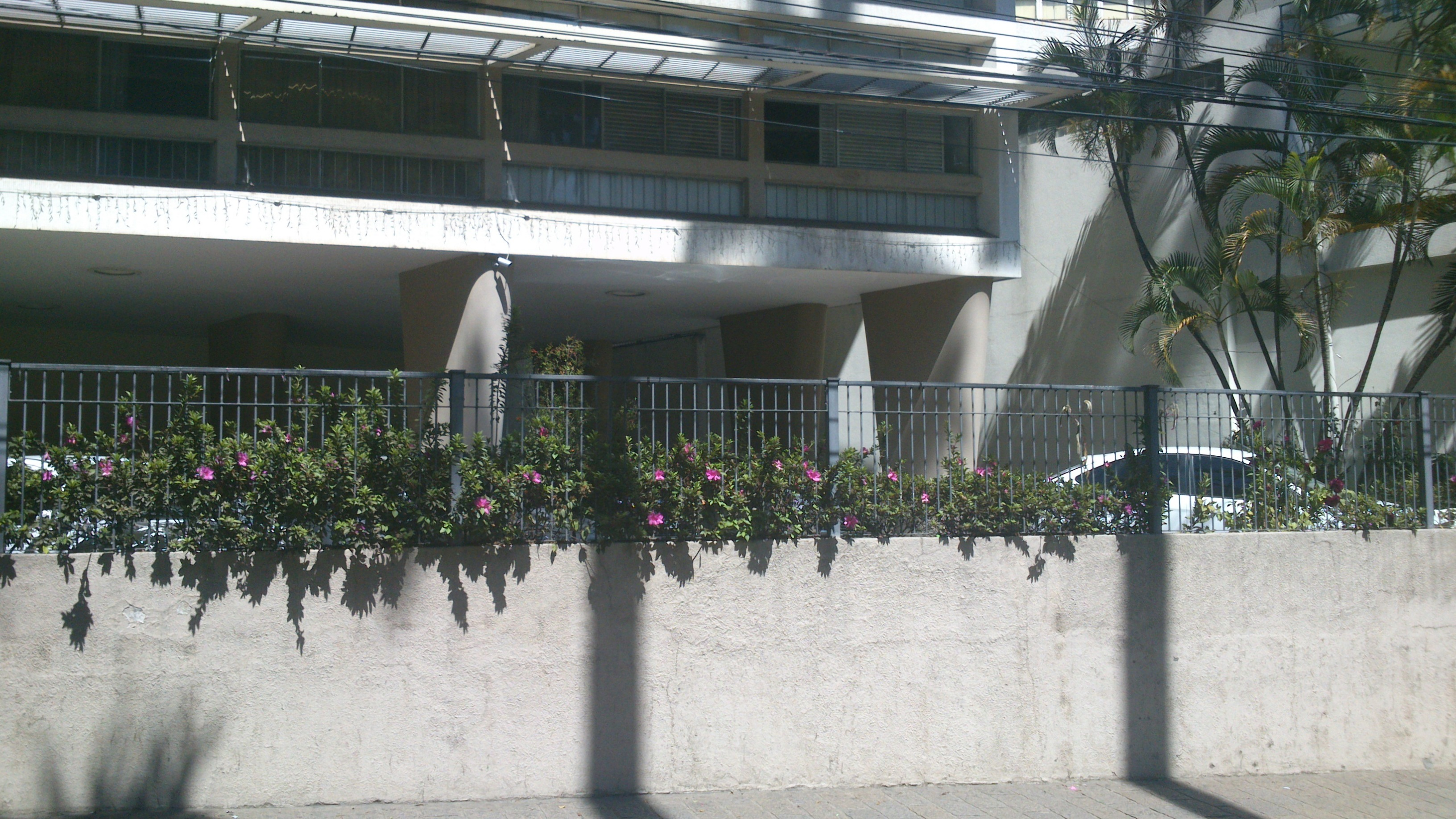
Detalle de los pilotis en V en la planta baja.
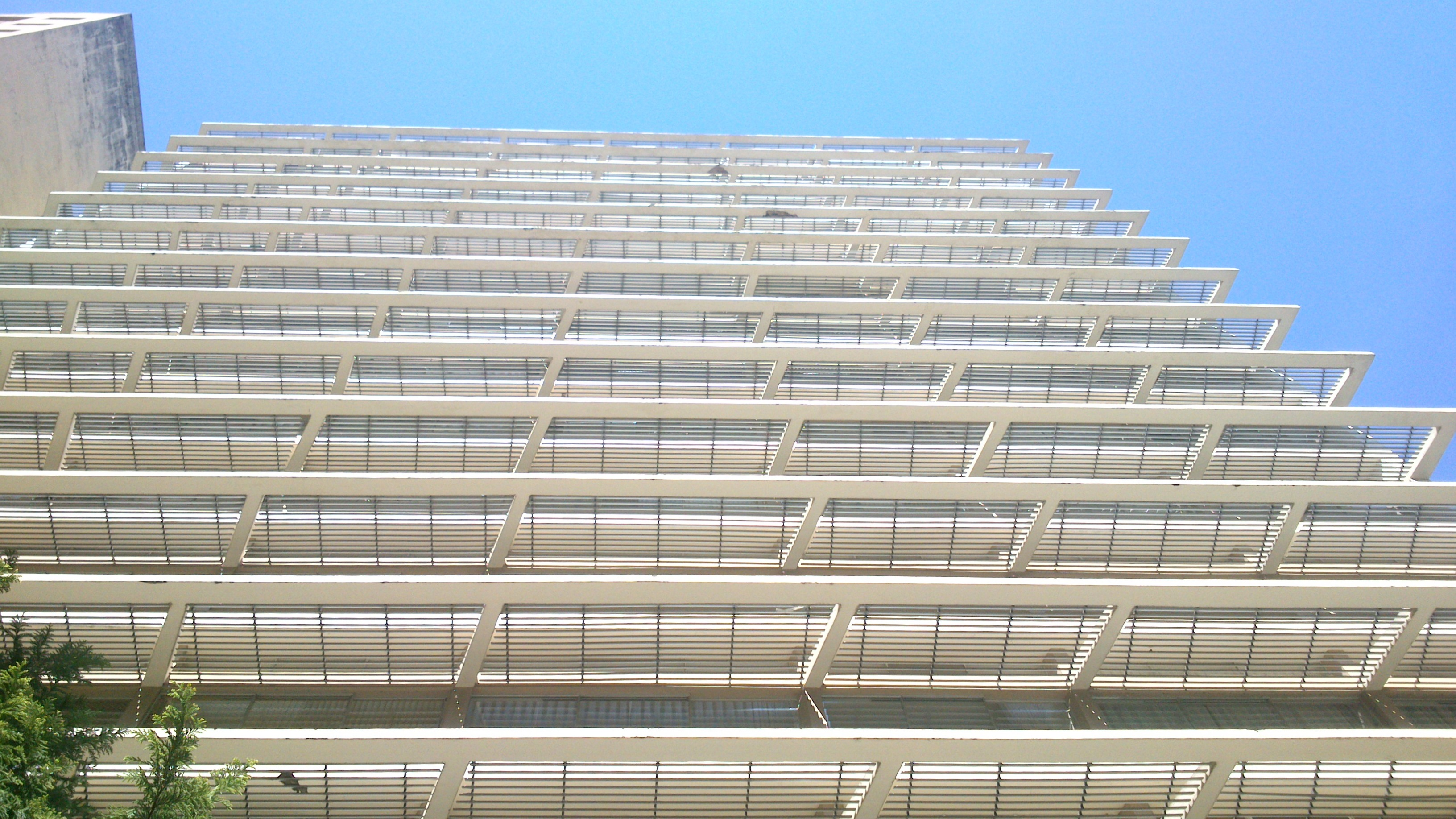
Brises de la fachada frontal (rectas) - Calle Hermana Serafina.
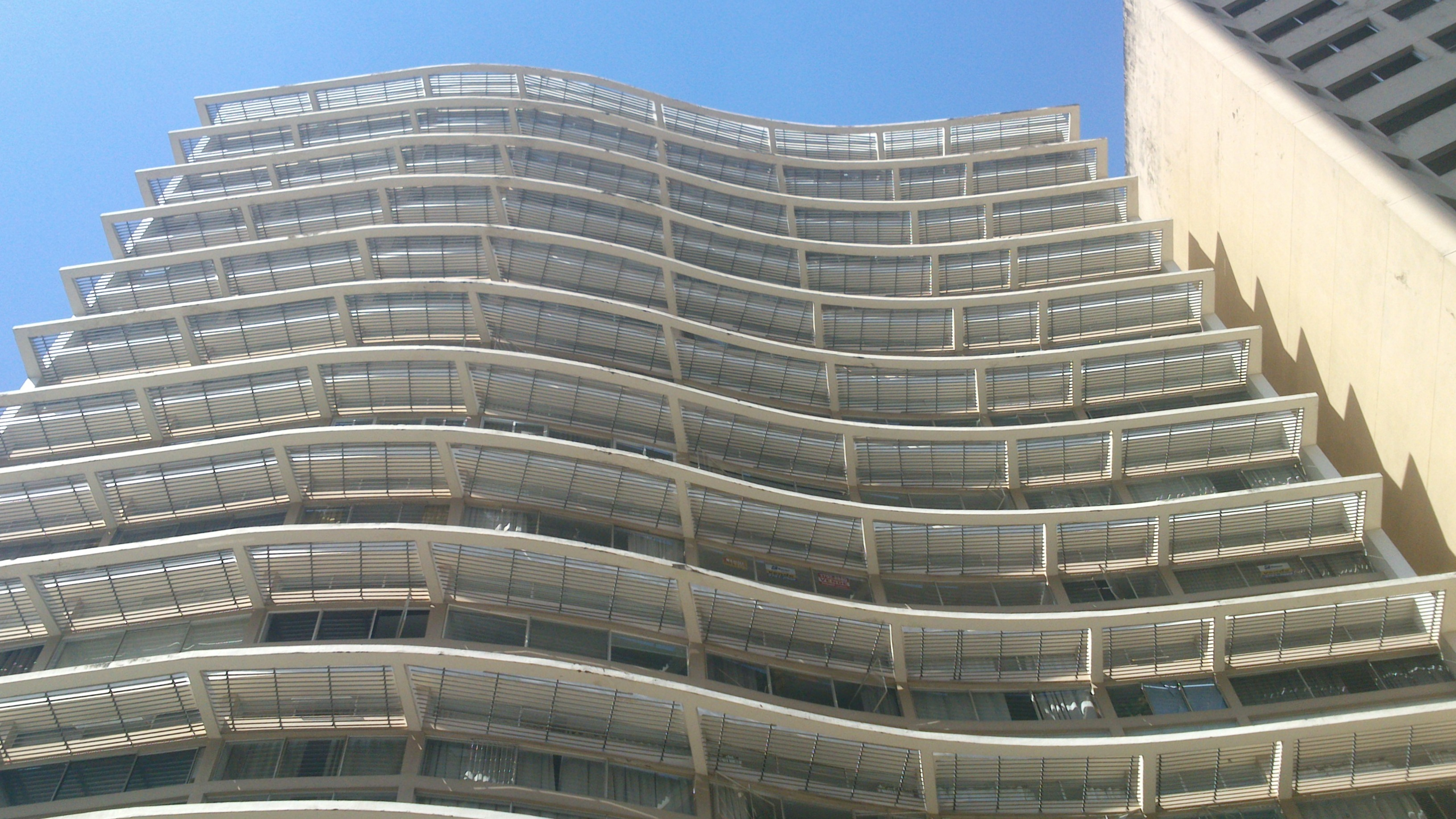
Brises de la fachada posterior (onduladas) - Calle Coronel Rodovalho.
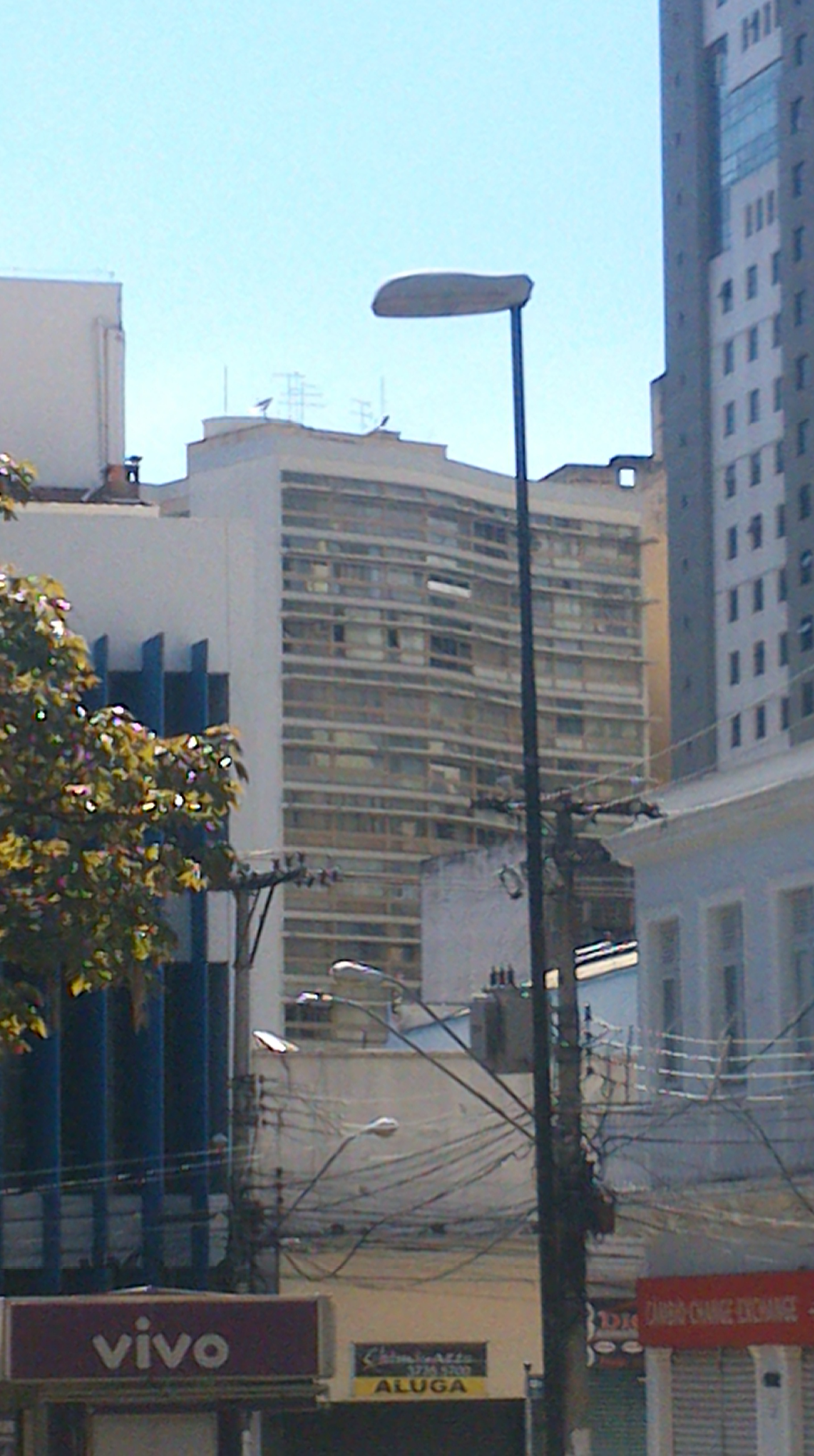
Fachada posterior vista a la distancia, del Ancho del Rosário.
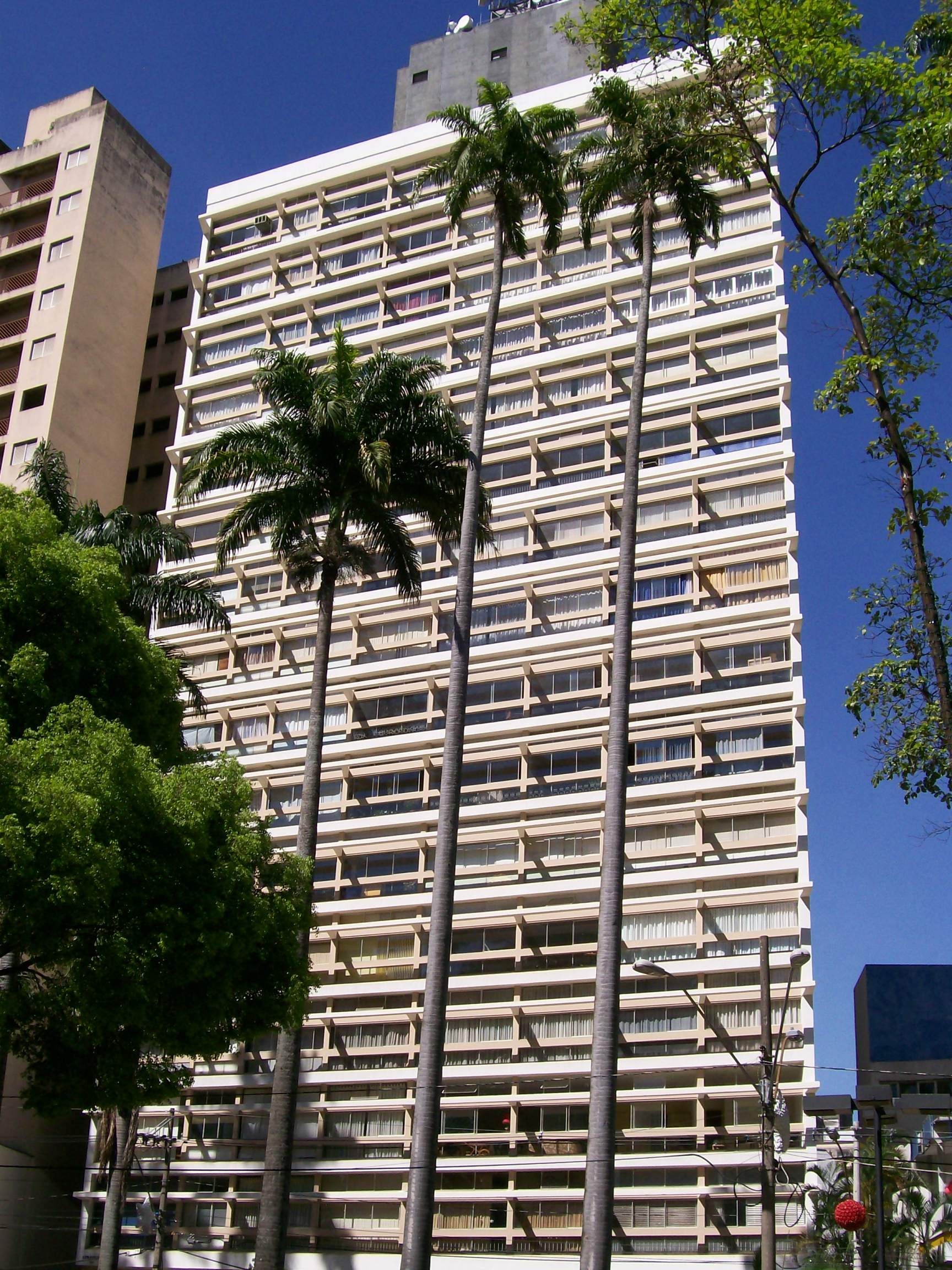
Fachada frontal en 2009, durante reforma y sin las brises.
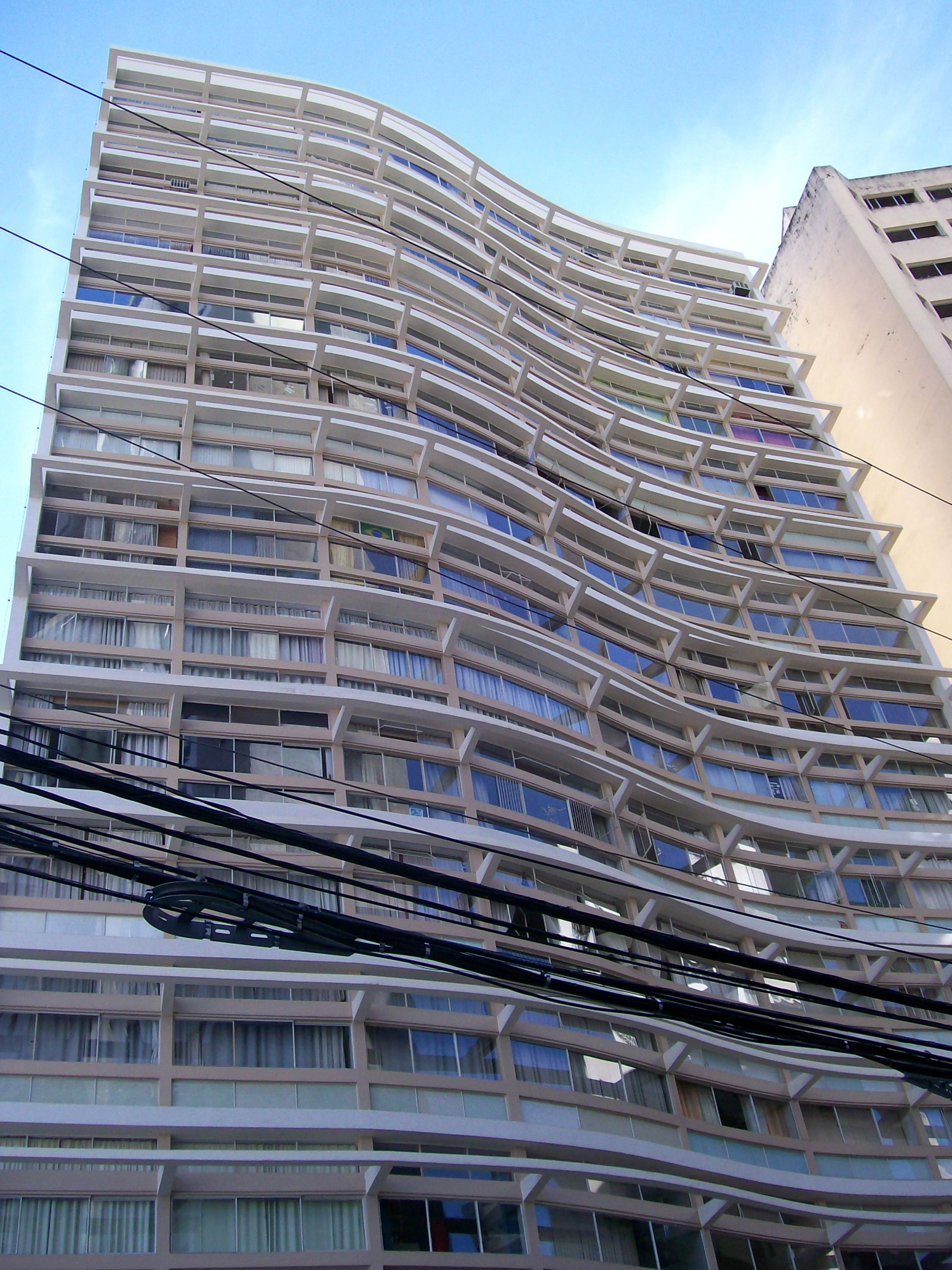
Fachada posterior en 2009, durante reforma.